# アンダーカバー・ボス 社長潜入調査
『アンダーカバー・ボス 社長潜入調査』（アンダーカバー・ボス しゃちょうせんにゅうちょうさ、Undercover Boss）は、イギリスほか世界各地で放送されているノンフィクションリアリティ番組。

## 概要
アンダーカバー・ボスは、社長自らが社員に対し覆面調査し、改善を命じるなどを徹底的に指導する番組で、2009年にチャンネル4で放送がスタート。
アメリカでは2010年からCBSで放送されているほか、日本、カナダ、オーストラリア、イスラエル、ノルウェー、スペイン、イタリア、ブルガリア、チリ、フランス、ドイツ、ポーランドなどでも同様のフォーマットで放送されている。

## 日本版
2015年より、NHK BSプレミアムにて『覆面リサーチ ボス潜入』（ふくめんリサーチ ボスせんにゅう）のタイトルで放送。

### 放送時間
- パイロット版：2015年3月28日 23:15 - 00:15
  - 再放送：2015年4月19日15:30 - 16:30
- 第1期：2016年1月7日 - 2月18日 毎週木曜日21:00 - 22:00
  - 再放送：土曜18:00 - 19:00
- 第2期：2017年1月6日 - 3月10日 毎週金曜日22:00 - 23:00
  - 再放送：毎週日曜日10:00 - 11:00
- 第3期：2018年2月14日 - 毎週水曜日21:00 - 22:00
  - 再放送：毎週火曜日23:45 - 00:45

### 放送リスト
NHKの公共放送としての性格上、取材企業名は番組序盤のテロップで一度紹介されるのみで、番組中のナレーションで直接言及することはない。ただし、画面に映り込んだり、登場人物が言及する場合、それをあえて隠すような演出はされない。
パイロット版
| 放送日        | 企業   | 潜入者（カッコ内は当時の役職）     |
| ------------- | ------ | ---------------------------------- |
| 2015年3月28日 | 幸楽苑 | 新井田昇（取締役・海外事業本部長） |
第1期（2016年）
| 放送日  | 副題                 | 企業                     | 潜入者                               |
| ------- | -------------------- | ------------------------ | ------------------------------------ |
| 1月7日  | タクシー会社         | 日本交通                 | 川鍋一朗（代表取締役会長）           |
| 1月14日 | スーパーマーケット   | 西友                     | 平谷哲哉（執行役員・店舗運営本部長） |
| 1月21日 | 運輸会社             | セイノーホールディングス | 高橋智（常務取締役）                 |
| 1月28日 | ブライダル会社       | ブライダルプロデュース   | 今野竜太（代表取締役社長）           |
| 2月4日  | 食品会社             | 江崎グリコ               | 栗木隆（専務取締役）                 |
| 2月11日 | シネコン会社         | ユナイテッド・シネマ     | 渡辺章仁（代表取締役社長）           |
| 2月18日 | 石油・エネルギー会社 | 東燃ゼネラルグループ     | 武藤潤（代表取締役社長）             |
第2期（2017年）
| 放送日  | 副題                   | 企業                       | 潜入者                                         |
| ------- | ---------------------- | -------------------------- | ---------------------------------------------- |
| 1月6日  | コンビニチェーン       | ローソン                   | 竹増貞信（代表取締役社長）                     |
| 1月13日 | 鉄道グループ           | 東京地下鉄                 | 留岡正男（取締役・鉄道本部車両部、電気部担当） |
| 1月20日 | 食品会社               | 崎陽軒                     | 野並晃（専務取締役）                           |
| 1月27日 | 寝具メーカー           | 西川産業                   | 中堤泰之（常務取締役）                         |
| 2月3日  | エンターテイメント会社 | 吉本興業                   | 田中宏幸（専務取締役）                         |
| 2月10日 | 老舗スーパーマーケット | 紀ノ国屋                   | 高橋一実（取締役副社長）                       |
| 2月17日 | 保育介護会社           | ポピンズ                   | 轟麻衣子（取締役）                             |
| 2月24日 | 百貨店グループ         | 松屋                       | 古屋毅彦（常務取締役）                         |
| 3月3日  | 日用品メーカー         | エステー                   | 鈴木貴子（代表執行役社長）                     |
| 3月10日 | ホテルグループ         | ブライトンコーポレーション | 吉岡滋泰（代表取締役社長）                     |
第3期（2018年）
| 放送日  | 副題                 | 企業         | 潜入者                 |
| ------- | -------------------- | ------------ | ---------------------- |
| 2月14日 | 大手宅配ピザチェーン | ドミノ・ピザ | 須原清貴(代表取締役)   |
| 2月21日 | 大手ゲーム会社       | タイトー     | 山田哲(代表取締役社長) |
| 2月28日 | 大手下着メーカー     | ワコール     | 山口雅史(取締役副社長) |